# Stinkende ganzenvoet
De stinkende ganzenvoet (Chenopodium vulvaria) is een eenjarige plant uit de amarantenfamilie (Caryophyllaceae). De soort staat op de Nederlandse Rode lijst van planten als zeer zeldzaam en  sterk afgenomen. De stinkende ganzenvoet komt van nature voor in Europa, Noord-Afrika en in Centraal-Azië en is van daaruit verspreid naar Noord-Amerika en Australië. Het aantal chromosomen 2n = 18.
De plant wordt 15-30 cm lang en stinkt naar rotte vis door de aanwezigheid van haarblaasjes, die gevuld zijn met trimethylamine. De liggende of opstijgende, groene, ongeveer 40 cm lange stengel is vaak sterk vertakt en heeft een dichte, grijs-melige beharing. De onderste zijstengels kunnen tot 70 cm lang worden. De 2-3 cm lange en tot 1, 5 cm brede, gaafrandige of aan weerszijden met een driehoekige bladtand, driehoekig-ruitvormige bladeren zijn aan beide zijden melig behaard en hebben een 0,8-0,9 cm lange bladsteel.
De stinkende ganzenvoet bloeit van juli tot in september. De korte en dichte bloeiwijze is een pluim met groene bloemen, die in kleine, bijna ronde kluwens zitten. Ook in de bladoksels kunnen pluimen voorkomen. De bloem heeft vijf, tot aan het midden vergroeide, melige bloemdekbladen, vijf meeldraden en twee korte stempels. Het niet vergroeide gedeelte van de tepaal is driehoekig, 0,5-0,7 mm lang en heeft een afgeronde rugzijde.
De vrucht is een plat-eivormig nootje. De bruinzwarte, zo goed als gladde zaden zijn 0,9-1,2 mm breed en zijn bezet met ondiepe, stralenvormige strepen.
De stinkende ganzenvoet komt voor in groentetuinen, ruigten, langs wegen, kwelders, kiezelstranden en ruderale plaatsen.

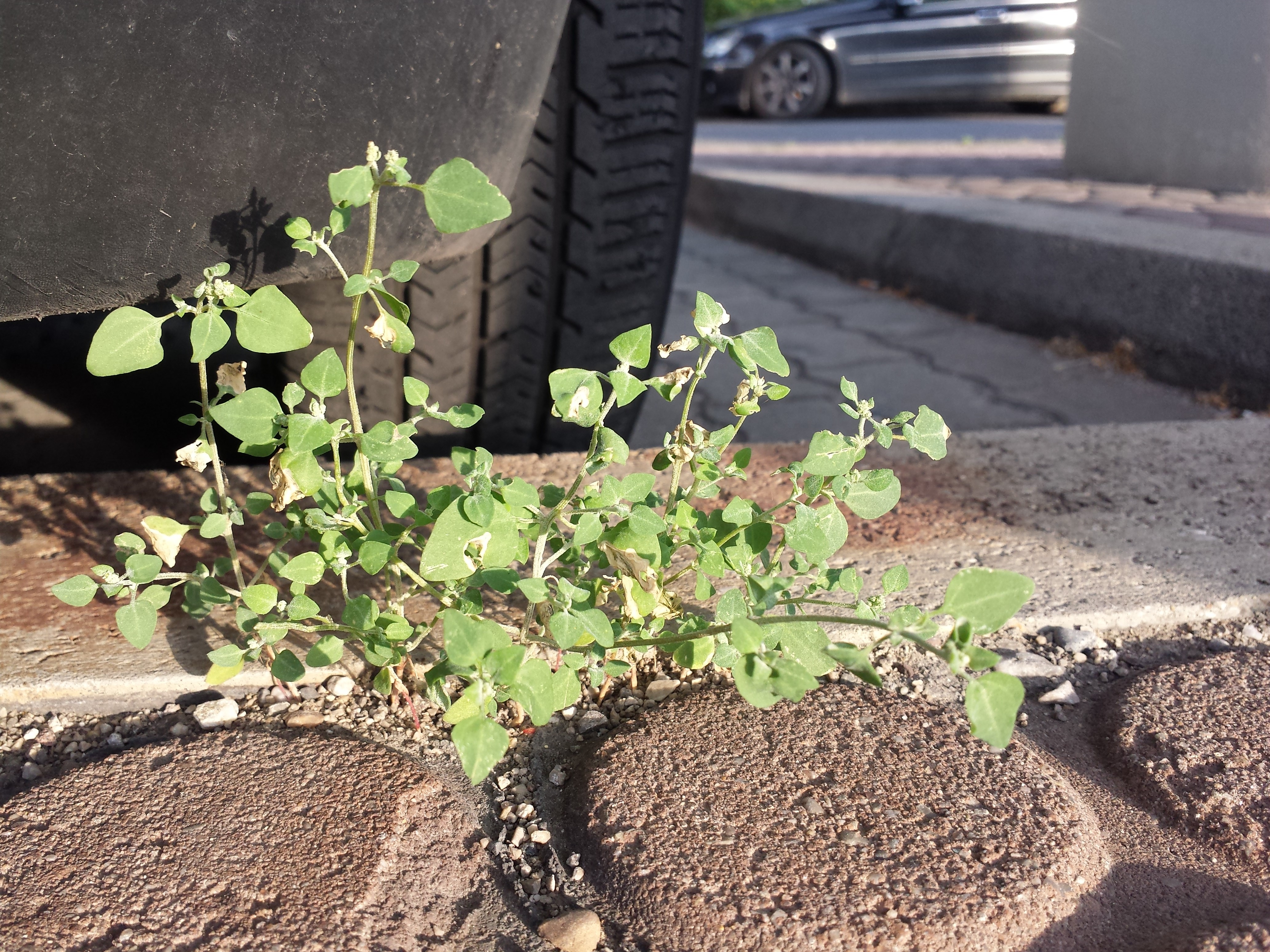
Plant
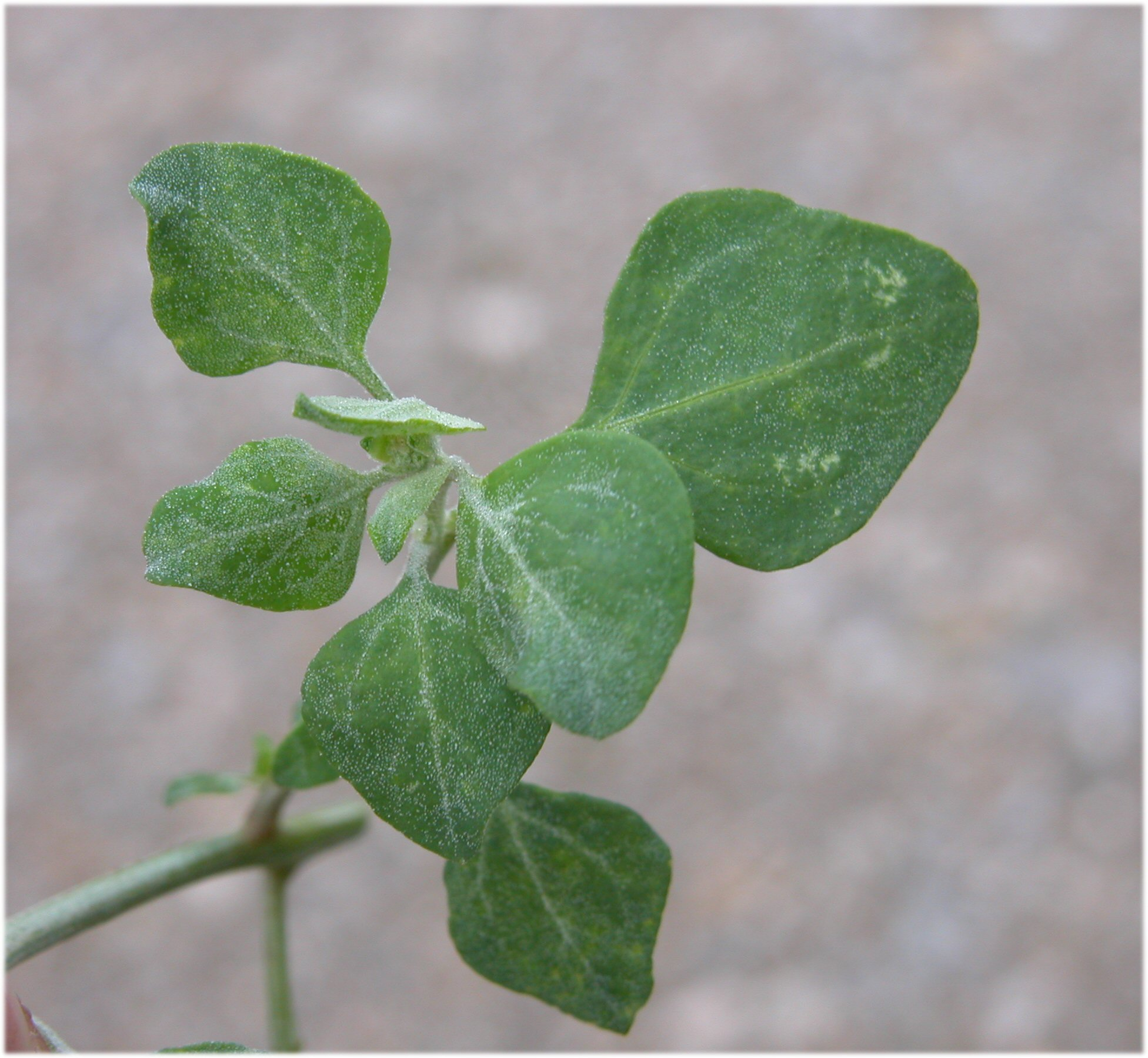
Blad
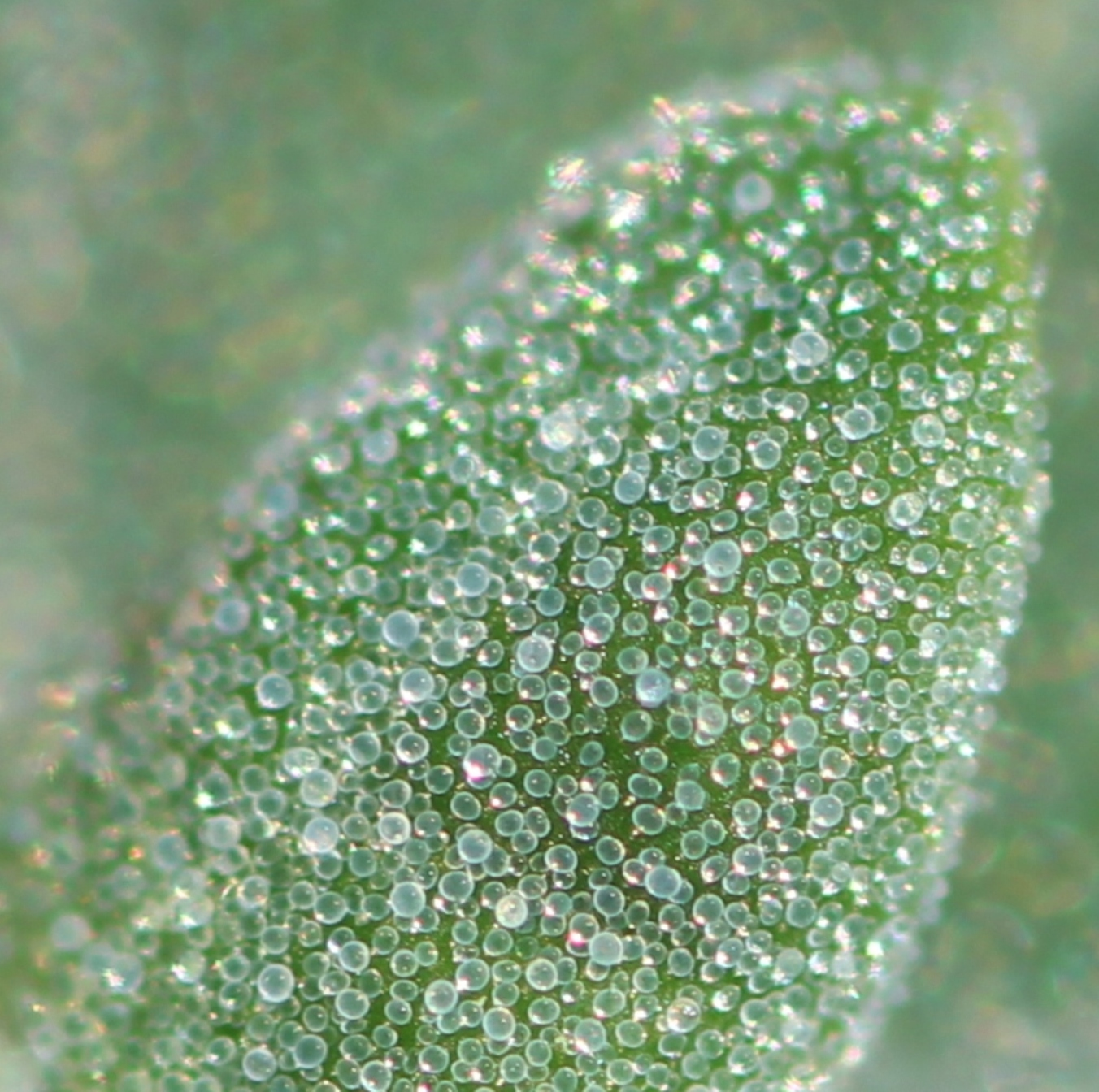
Blad met haarblaasjes
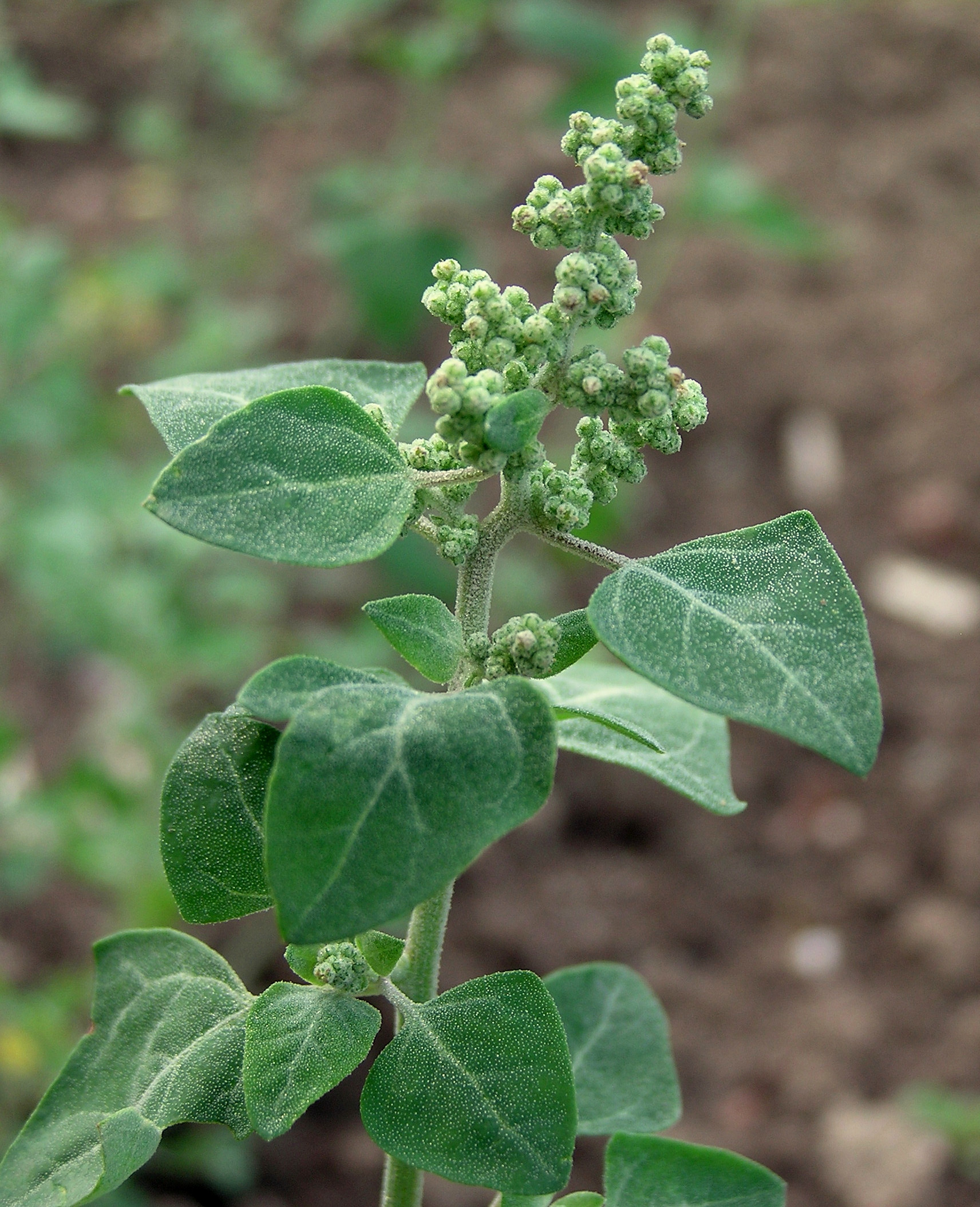
Bloeiwijze
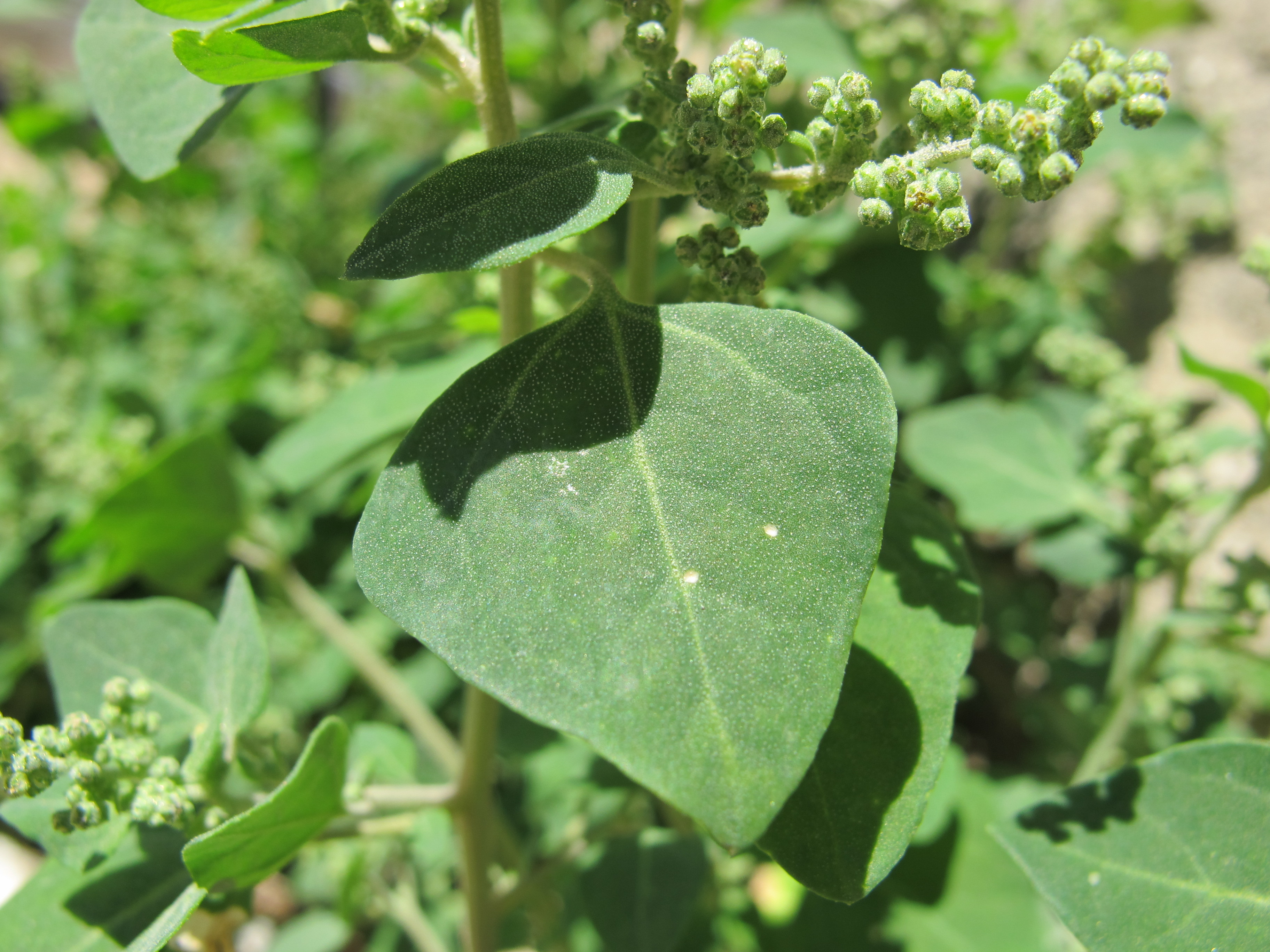
Bloeiwijze in bladoksel
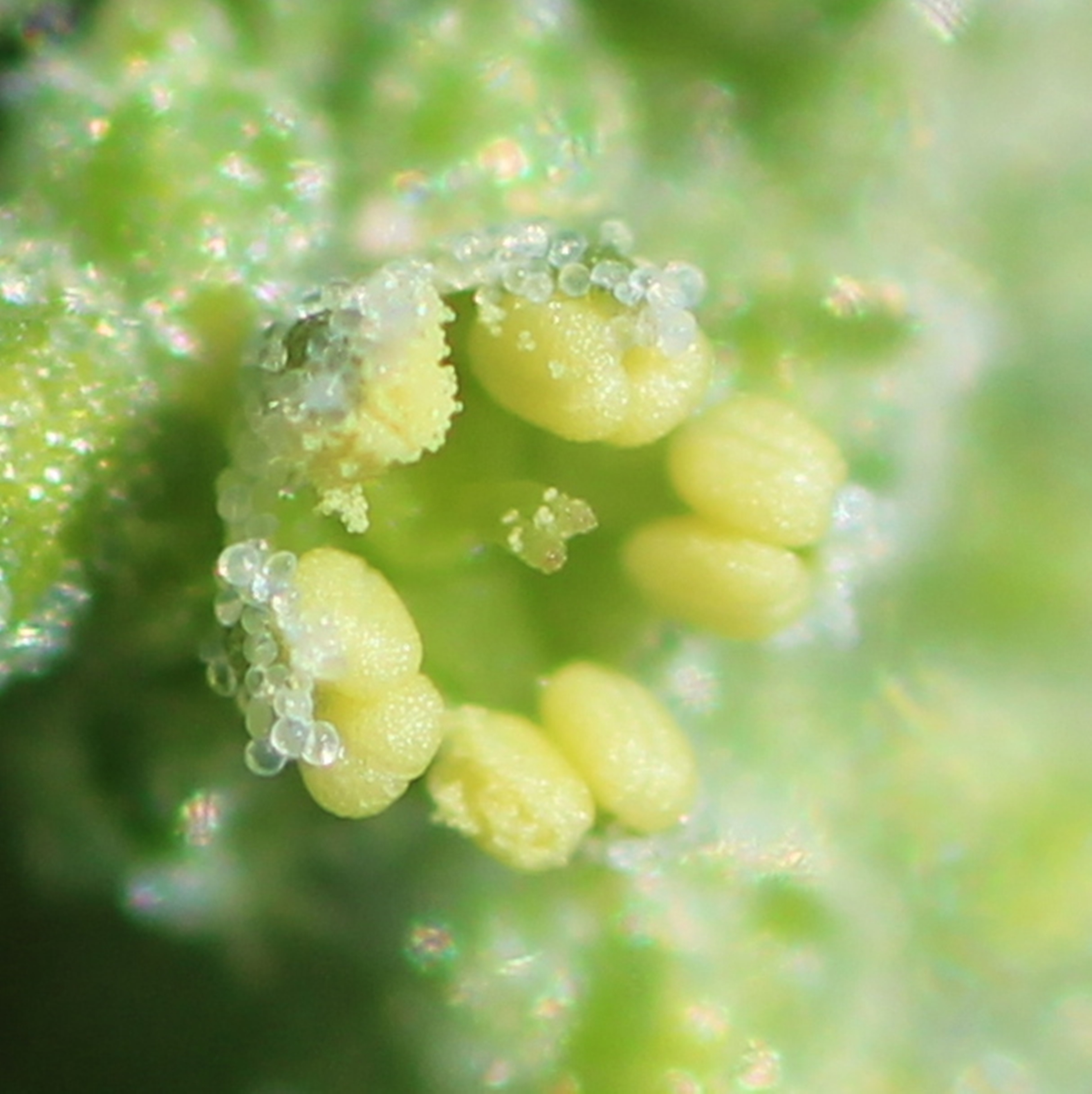
Bloem
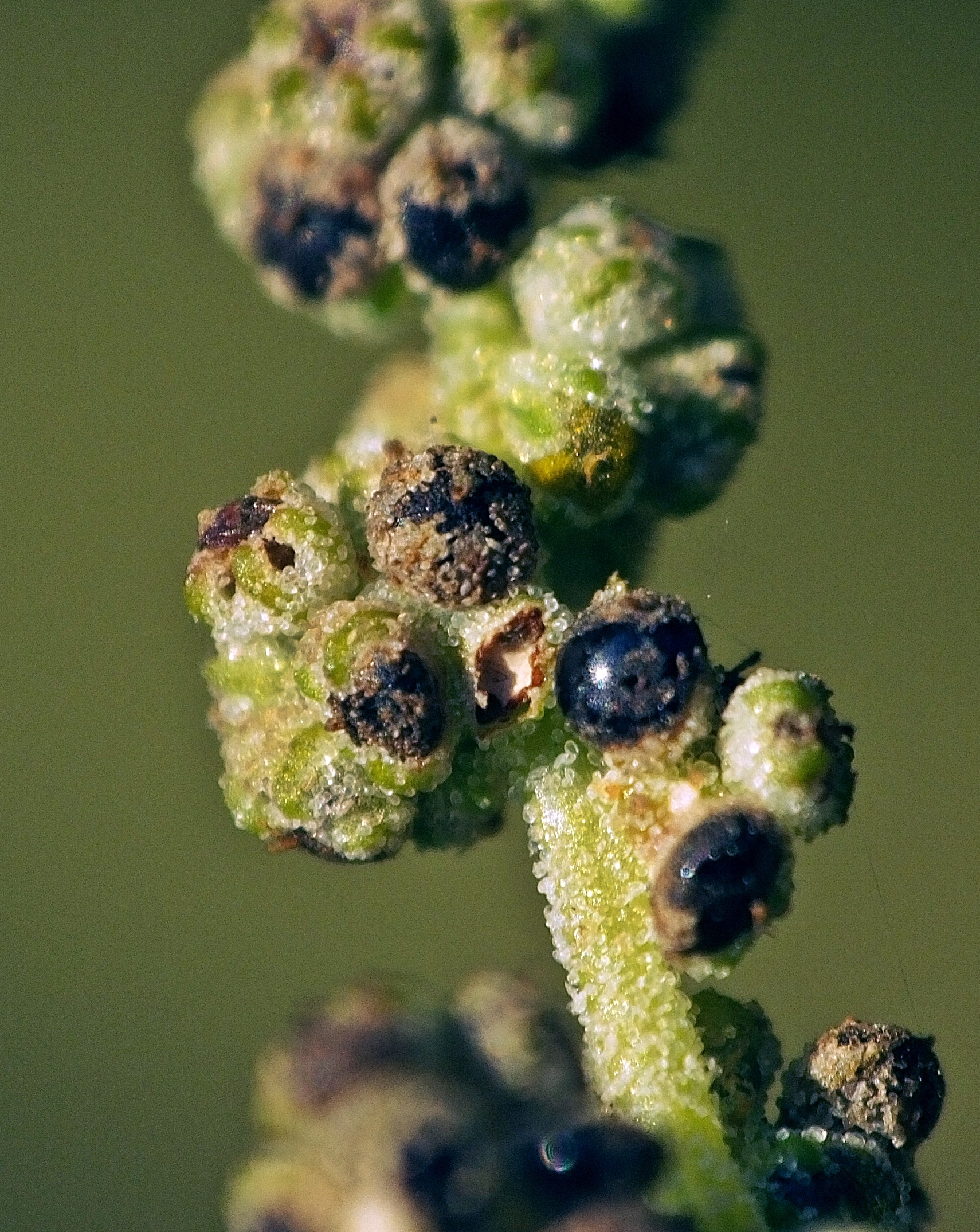
Zaden en vruchten
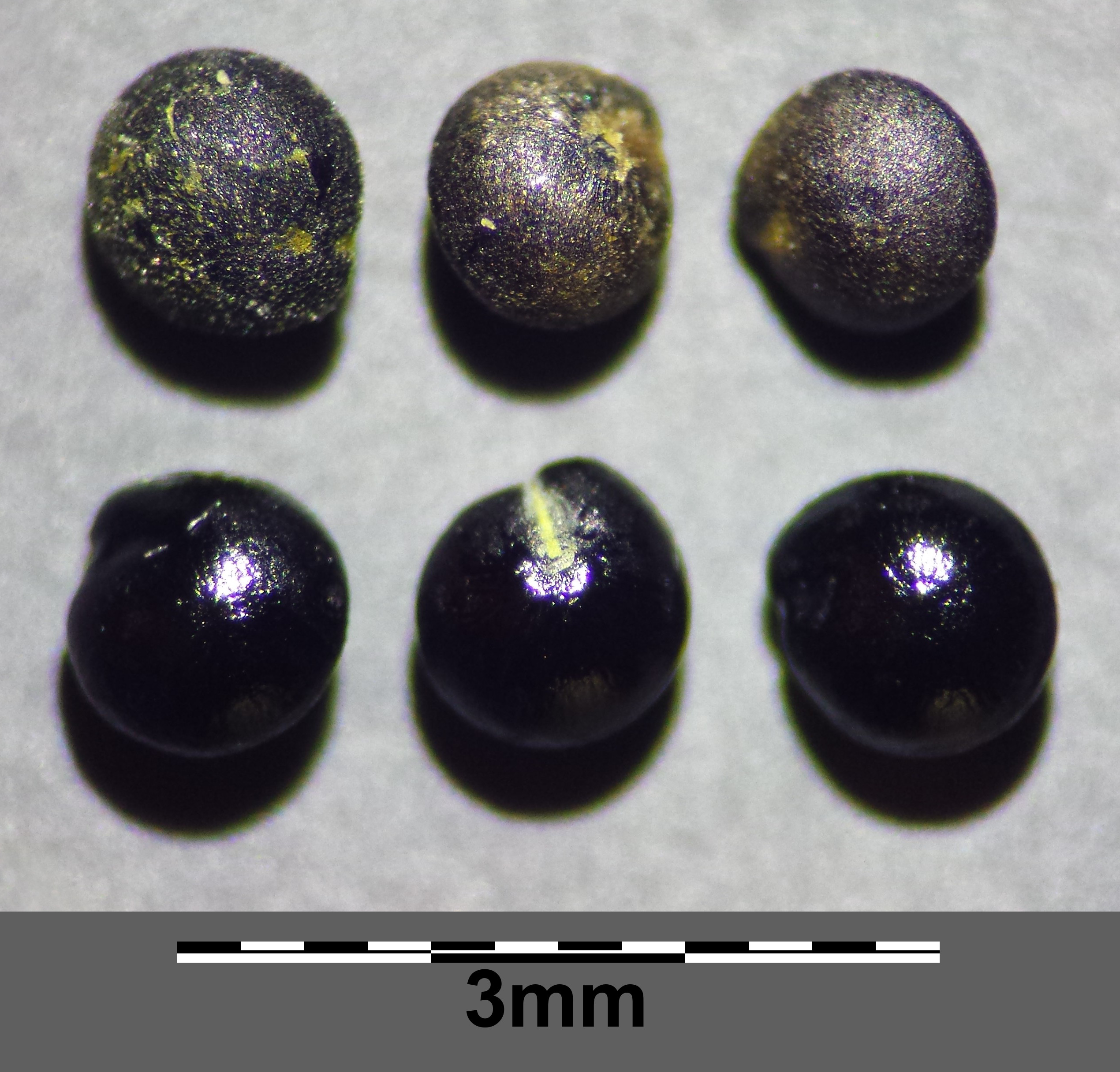
Zaden